# Bor (Nijni Novgorod)
Bor (em russo:  Бор) é uma cidade na Rússia, no oblast de Nijni Novgorod. Está localizada na margem esquerda (norte) do rio Volga, lado a lado com a cidade de Nijni Novgorod. As duas cidades são conectadas por uma ponte construída em 1965 e também por ferrovias.[carece de fontes?] Sua população é de 77 320 habitantes. 

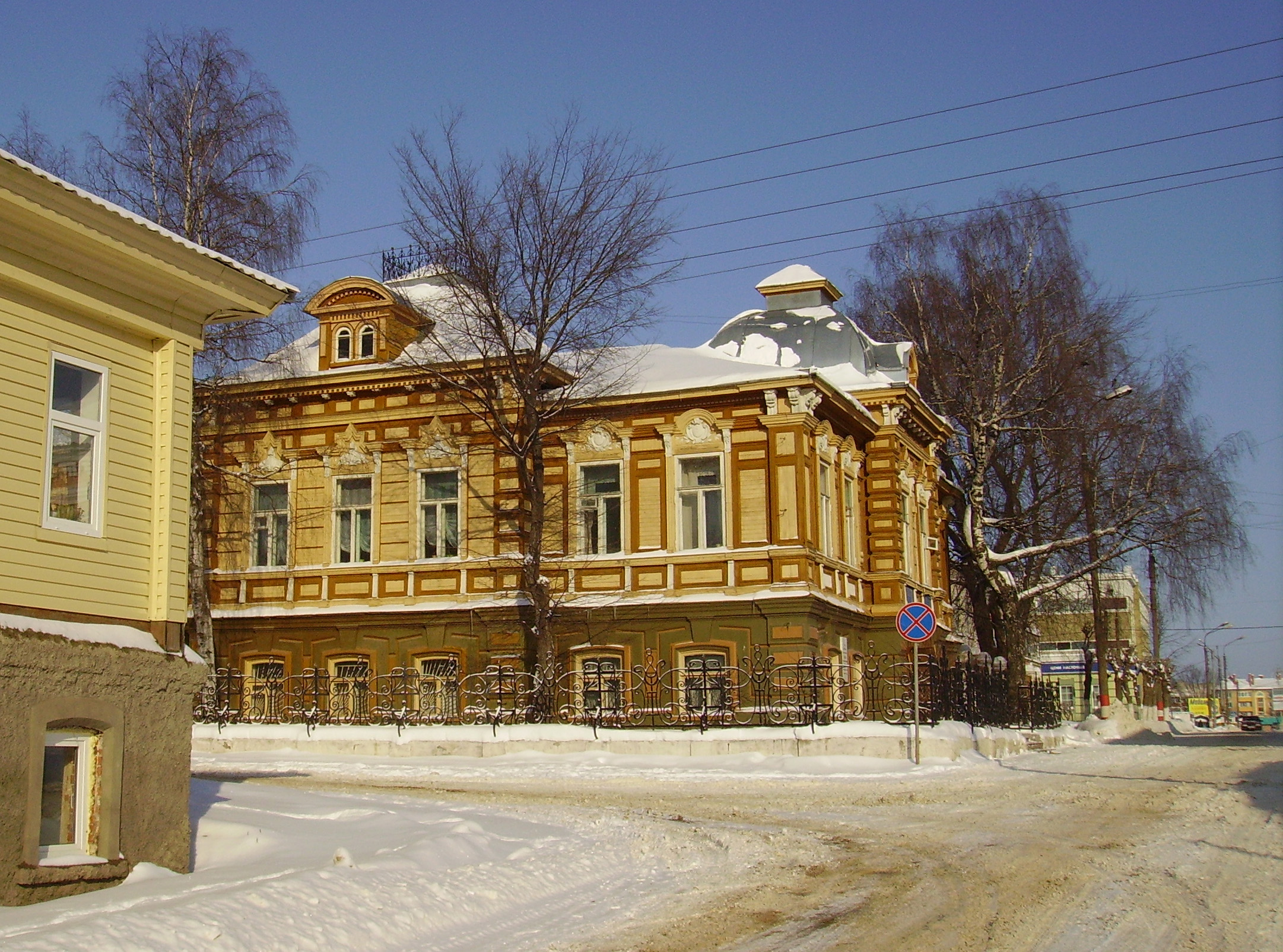
Museu
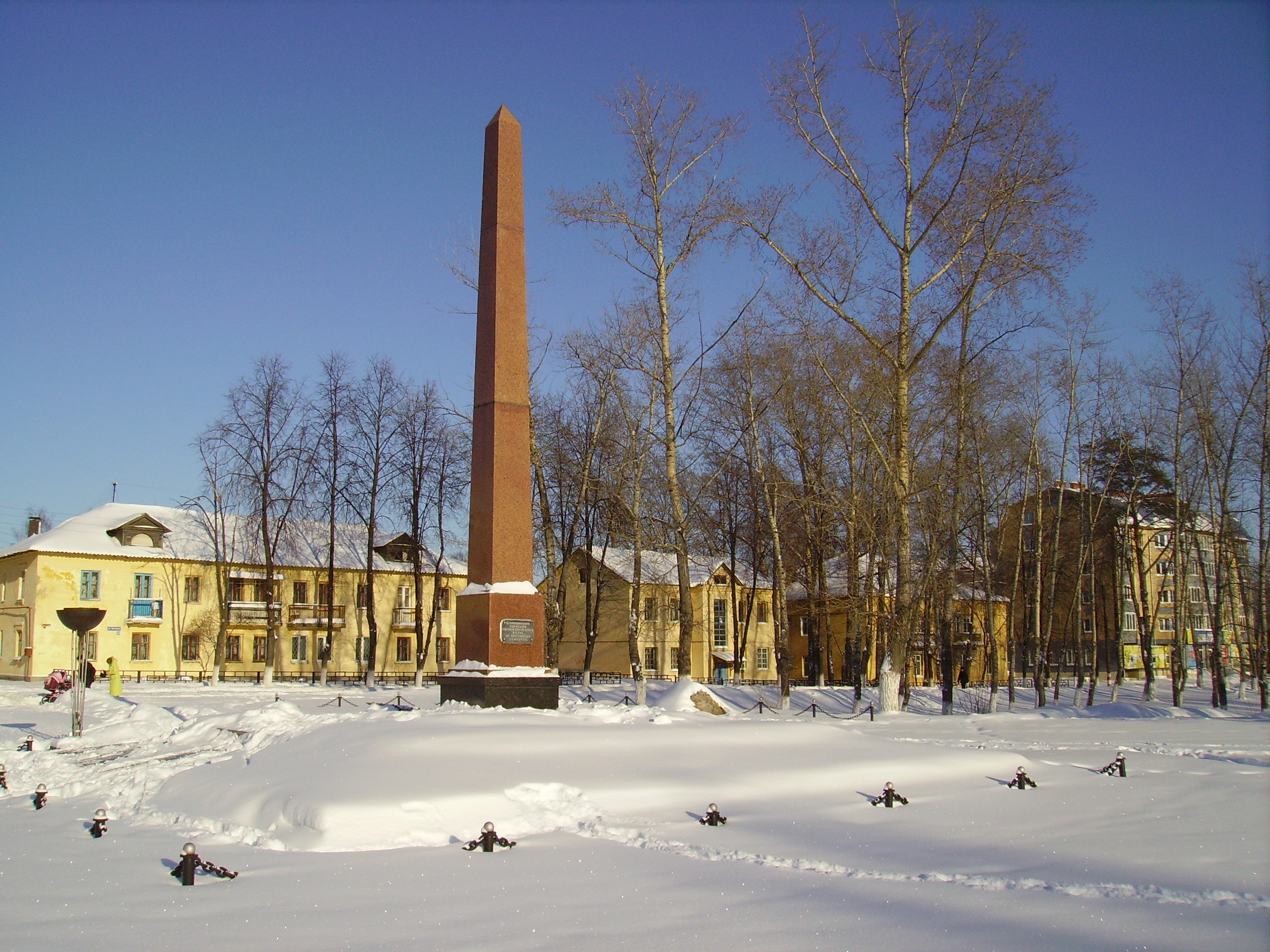
Monumento localizado no centro da cidade
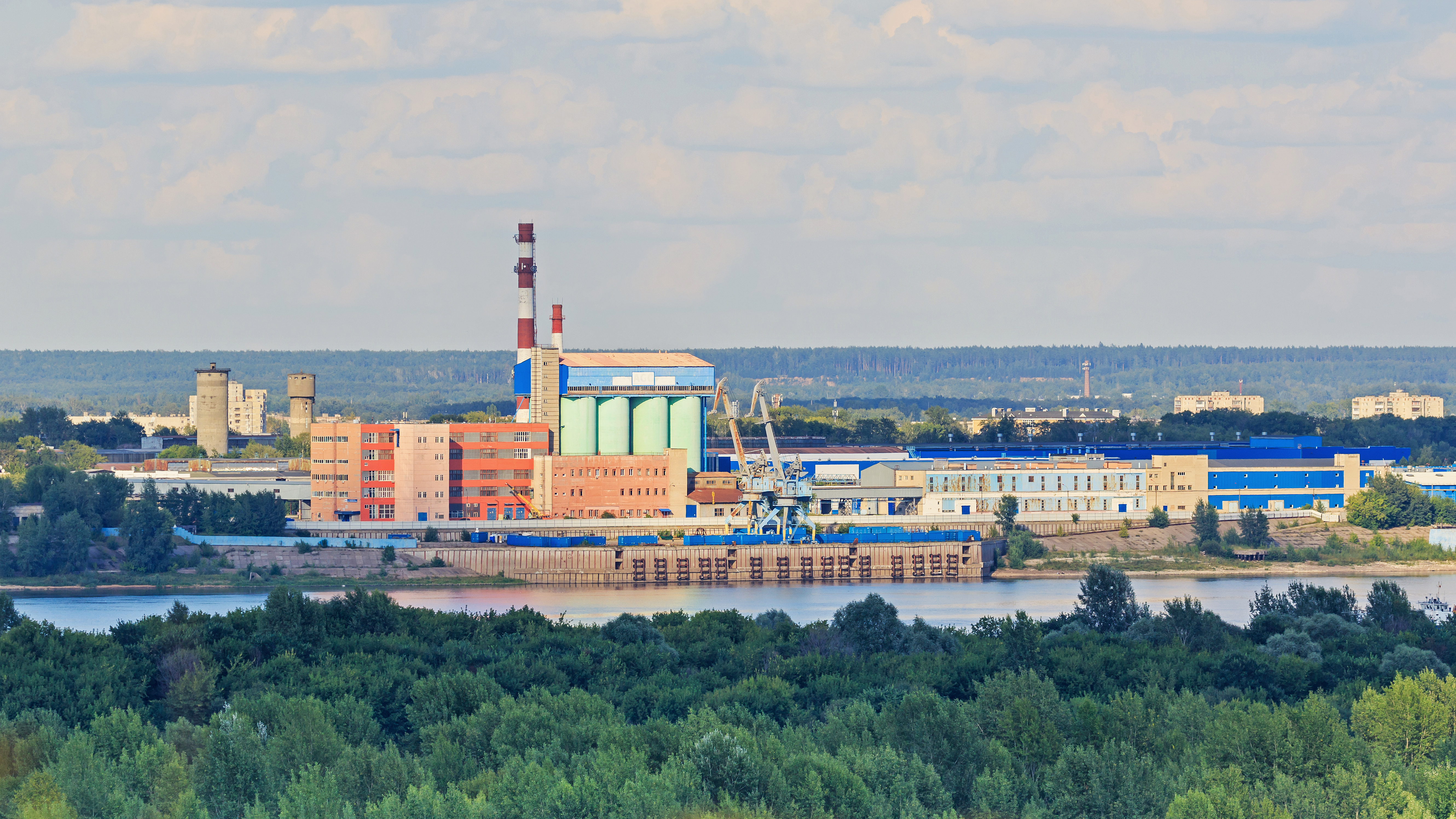
Rio Volga
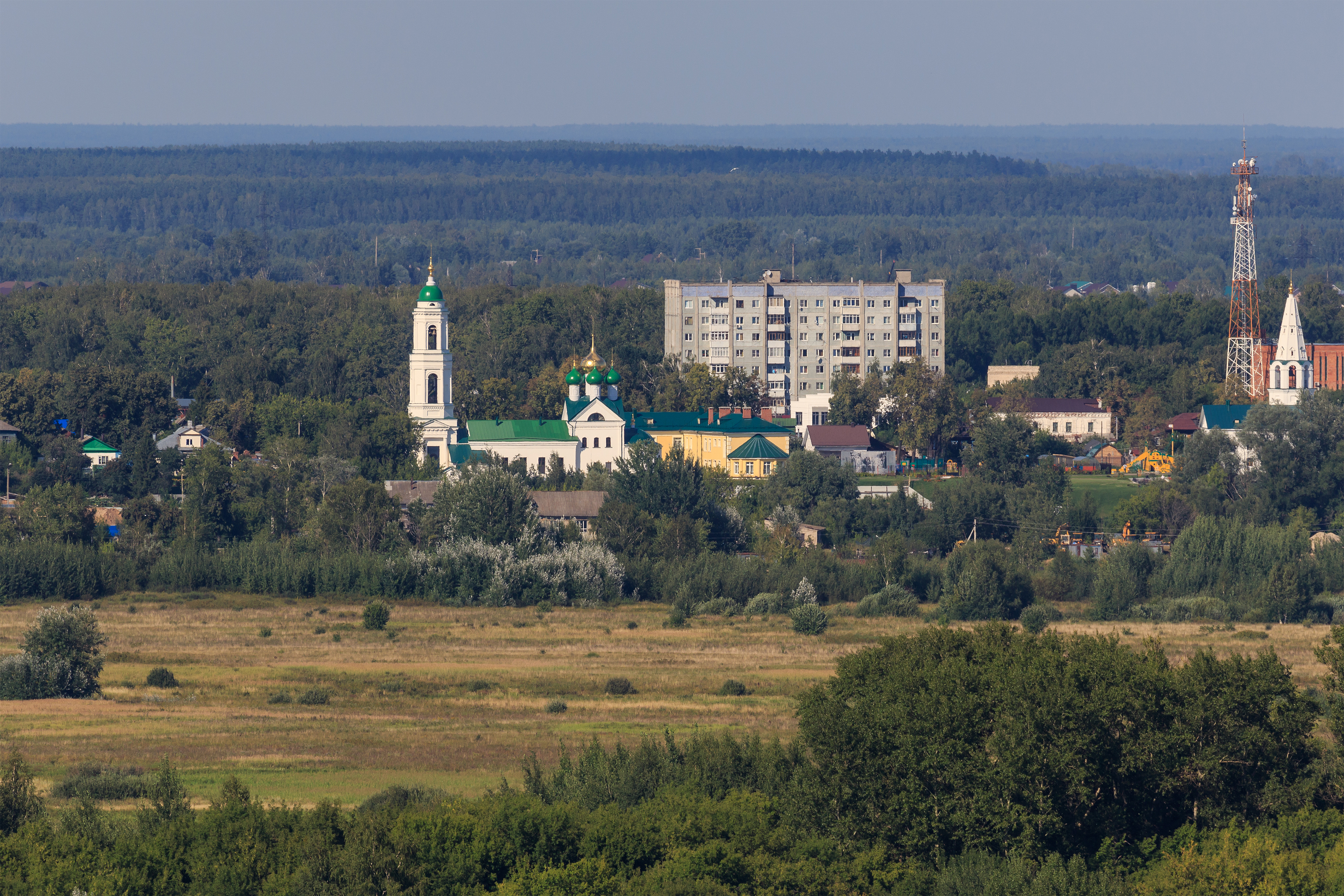
Vista panorâmica da cidade.

1. ↑  «Bor (Nizhny Novgorod Oblast, Russia) - Population Statistics, Charts, Map, Location, Weather and Web Information». www.citypopulation.de. Consultado em 24 de julho de 2024